# Daniel Krčmář
Daniel Krčmář (* 8. Januar 1971 in Ústí nad Orlicí) ist ein früherer slowakischer Biathlet.
Daniel Krčmář ist Trainer und lebt in Bystrica. Seine ersten internationalen Rennen bestritt er noch vor der Auflösung der Tschechoslowakei im Weltcup. Nach der Auflösung wurde er Teil des neu geschaffenen slowakischen Nationalkader. Erste internationale Meisterschaften wurden die Weltmeisterschaften 1993 in Borowetz. Krčmář wurde 29. des Sprints, 67. des Einzels und mit Pavel Sládek, Lukáš Krejčí und Pavel Kotraba Elfter des Staffelrennens. Er gehörte zur ersten Olympiamannschaft der Slowakei und nahm in Lillehammer an den Olympischen Winterspielen 1994 teil, wo er 57. des Sprints und mit Sládek, Kotraba und Krejčí in der Staffel 18. wurde.  Nach der Saison beendete er wie auch seine drei Teamkollegen der ersten Generation slowakischer Biathleten seine Karriere und machte Platz für eine neue Generation Männerbiathlon in der Slowakei.
Sein Sohn Michal ist ebenfalls Biathlet, er startet allerdings für Tschechien.

## Weltcupstatistik
Die Tabelle zeigt alle Platzierungen (je nach Austragungsjahr einschließlich Olympische Spiele und Weltmeisterschaften).
- 1.–3. Platz: Anzahl der Podiumsplatzierungen
- Top 10: Anzahl der Platzierungen unter den ersten zehn (einschließlich Podium)
- Punkteränge: Anzahl der Platzierungen innerhalb der Punkteränge (einschließlich Podium und Top 10)
- Starts: Anzahl gelaufener Rennen in der jeweiligen Disziplin

| Platzierung                                    | Einzel | Sprint | Verfolgung | Massenstart | Team | Staffel | Gesamt |
| ---------------------------------------------- | ------ | ------ | ---------- | ----------- | ---- | ------- | ------ |
| 1. Platz                                       |        |        |            |             |      |         |        |
| 2. Platz                                       |        |        |            |             |      |         |        |
| 3. Platz                                       |        |        |            |             |      |         |        |
| Top 10                                         |        |        |            |             |      |         |        |
| Punkteränge                                    |        |        |            |             |      | 2       | 2      |
| Starts                                         | 6      | 7      |            |             |      | 2       | 15     |
| Stand: Karriereende, Daten wohl nicht komplett |        |        |            |             |      |         |        |